# Metodo termografico
Il Metodo Termografico, chiamato anche Metodo Termografico Risitano o Metodo Rapido Risitano è una modalità di analisi termica per le valutazioni di stress e danni nei materiali sottoposti a sollecitazioni variabili nel tempo, in particolare l'acciaio, sviluppato presso l'Università degli Studi di Catania. Il metodo consente la determinazione del limite di fatica e della curva a tempo in maniera rapida ed economicamente sostenibile.

## Storia
Nel 1980, per la prima volta in Italia, presso l'Università degli Studi di Catania si cominciarono ad usare sensori all'infrarosso termico (sensori a tutto campo) derivati da applicazioni spaziali, per collegare lo sviluppo di calore durante le prove di fatica dei materiali con la sollecitazione applicata ed il tempo.
Antonino Risitano ed il suo gruppo di ricerca misero a punto nuove metodologie per la caratterizzazione rapida dei materiali usati nell'industria meccanica. Si sviluppò così un'attività di ricerca, sui metodi proposti a Catania, che a tutt'oggi interessa ricercatori di varie nazionalità. 

## Principi di funzionamento
Alla base del metodo vi è l'osservazione del profilo termico di un provino o di un componente meccanico durante le prove di fatica.
I metodi tradizionali, per la caratterizzazione a fatica dei materiali, prendono in considerazione solo due parametri (sollecitazione e durata), il metodo Risitano introduce un terzo parametro: la temperatura. Il metodo tiene conto della reale struttura e conformazione dei componenti meccanici esaminati, evitando lo studio di fattori di forma o di effetti di intaglio che spesso costituiscono la parte più complicata e più soggetta ad imprecisioni da valutare. Alcuni esempi di applicazioni ad organi meccanici sono: saldature, braccetti di sospensione di autovetture e collegamenti con bulloni.

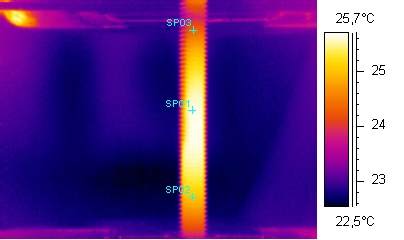
Immagine IR di un componente meccanico (bullone in acciaio ad alta resistenza).

### Prove di fatica
La temperatura raggiunta superficialmente è direttamente correlabile all'energia meccanica di deformazione. Nel caso di prove di fatica, quindi, l'energia liberata come calore è quella che si genera per effetto di micro-plasticizzazioni, ovvero, quella che si sviluppa nel momento in cui inizia il processo di cedimento del materiale, essendo, in confronto a questa, molto piccola quella che si produce per effetto del classico fenomeno dello smorzamento interno (elastico), specialmente alle normali frequenze di prova (inferiori a 50 Hz).
Sperimentalmente si è visto che provini sollecitati a fatica mostrano un andamento della temperatura superficiale in cui si distinguono tre fasi: 
1. durante la prima fase (fatica a basso numero di cicli) la temperatura superficiale del provino aumenta linearmente con il numero di cicli;
2. nella seconda fase la temperatura si stabilizza (fatica ad alto numero di cicli) fino a pochi cicli prima della completa rottura del provino;
3. la terza fase è caratterizzata da un incremento rapido della temperatura (fatica ad altissimo numero di cicli) fino alla rottura.

È importante osservare che, durante le prove di fatica monoassiali, la pendenza del tratto lineare durante la prima fase e la temperatura di stabilizzazione sono funzioni della sollecitazione applicata al provino.
La quantità di calore sviluppato fino alla rottura, a meno di una costante dipendente dal coefficiente globale di trasmissione del calore (conduzione, convezione e irraggiamento) del materiale e della geometria del provino, risulta proporzionale all'integrale della temperatura durante tutto il tempo di prova.
Per la determinazione del valore di tale integrale conviene riferirsi a curve di temperatura in cui sono ben distinte le tre fasi, quindi a valori di sollecitazione superiori al limite di fatica. In generale si è visto che il numero di cicli di stabilizzazione {\displaystyle N_{s}} è piccolo rispetto al numero di cicli a rottura {\displaystyle N_{r}}, pertanto possiamo scrivere: 
{\displaystyle \Phi \approx \;T_{s}N_{r}}
che nel diagramma ΔT-N descrive un'iperbole equilatera.

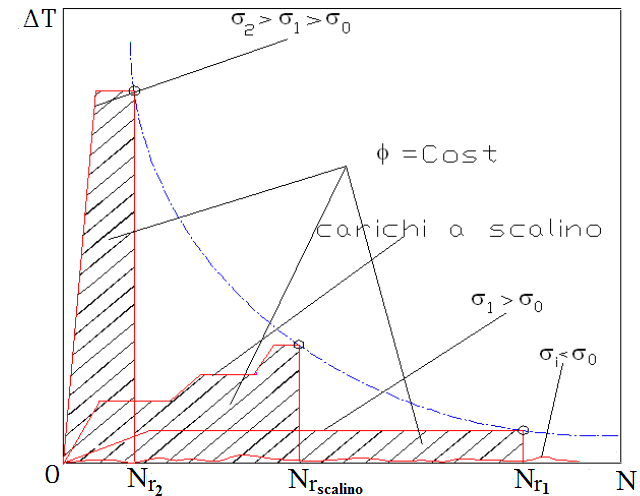
Incremento qualitativo della temperatura e parametro energetico per tensioni sopra il limite di fatica.

Pertanto, sottoponendo il provino a prove dinamiche, mediante un opportuno protocollo di carico, è possibile determinare il limite di fatica e le coppie di valori Sollecitazione-Numero di cicli a rottura necessarie per costruire l'intera curva a tempo.
Quando un materiale viene sottoposto a uno sforzo ciclico, la sua temperatura tende ad aumentare. Tuttavia, si è osservato che, avvicinandosi a un certo livello di stress — chiamato limite di fatica — questo aumento di temperatura diventa trascurabile.
Partendo da questo comportamento, è possibile stimare il limite di fatica tracciando un grafico che mette in relazione la temperatura raggiunta dal materiale con il livello di stress applicato. I dati ottenuti possono essere interpolati con una retta, e il punto in cui questa retta incrocia l’asse orizzontale (cioè dove la variazione di temperatura si annulla) corrisponde a una stima del limite di fatica.

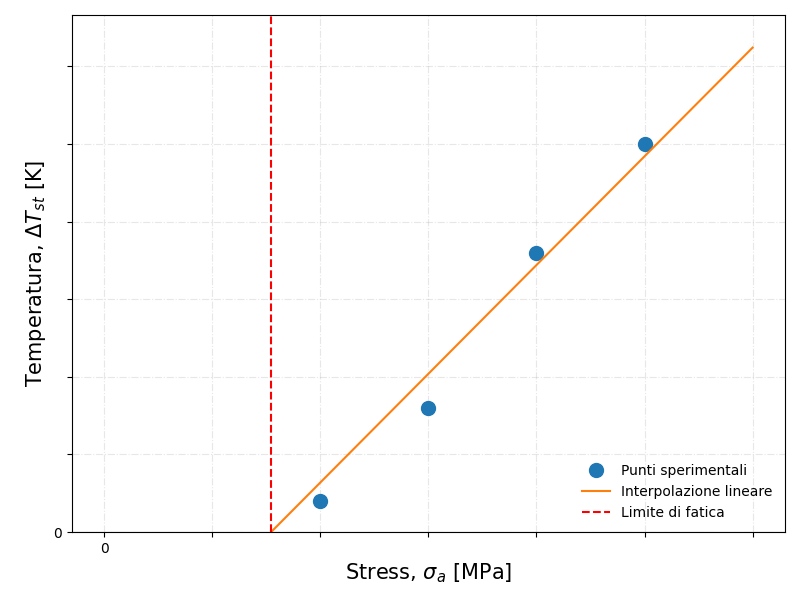
Calcolo del limite a fatica mediante intersezione della retta interpolante le temperature di stabilizzazione e l'asse delle ascisse.

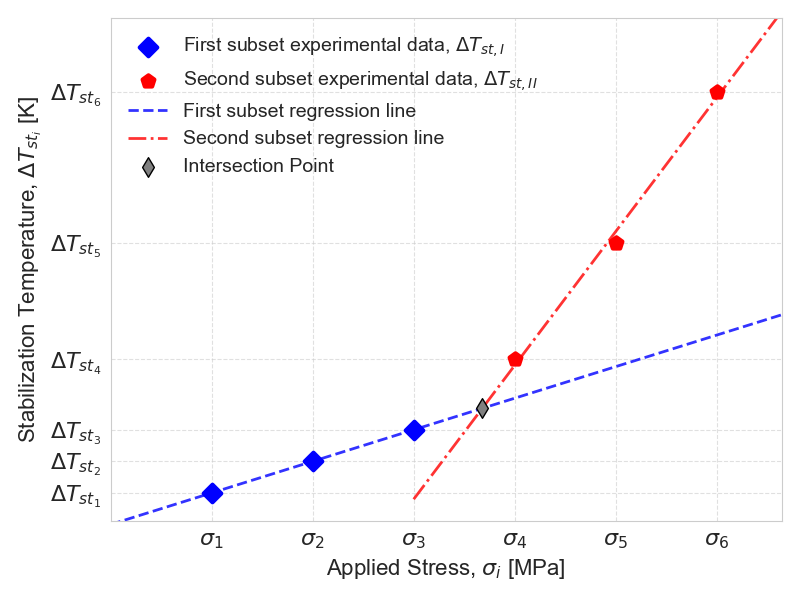
Fatigue limit calculation proposed by Luong et al. and Curti and Curà

Successivamente, è stato scoperto che queste temperature di stabilizzazione, osservate a diversi livelli di stress, si possono ottenere anche con un'unica prova di fatica a intensità variabile.
Da questa osservazione nasce una variante del cosiddetto Metodo Termografico, che prevede prove a “gradino”. In pratica, il materiale viene sottoposto a blocchi di carico ciclico di durata fissa, ma con intensità crescente. Durante l’intero processo, si monitora in continuo la temperatura superficiale del provino, così da individuare in modo rapido ed efficace il livello di stress oltre il quale la temperatura comincia a crescere significativamente — cioè, il superamento del limite di fatica.
Si osservò inoltre che anche per valori di tensione inferiori al limite di fatica si verificasse un leggero incremento della temperatura di stabilizzazione non assimilabile a rumore del segnale. Per questo motivo Curti e Curà, basandosi sul lavoro di Luong et al., introdussero un nuovo modo di calcolare il limite di fatica, non più ottenuto tramite una singola retta interpolante ma mediante l'intersezione di due rette interpolanti rispettivamente i valori di temperatura ottenuti per tensioni al di sotto del limite di fatica e al di sopra. L'appartenenza del dato sperimentale all'uno o all'altro gruppo viene decisa mediante l'algoritmo iterativo proposto in .

### Prove statiche
Lo studio del metodo è stato esteso anche nel campo statico. Scopo del metodo è quello di individuare il limite di fatica del materiale (o del componente meccanico) mediante una classica prova di trazione mono-assiale, associata all'indagine termica. Si studia il tratto della curva Sforzo-Deformazione nell'intervallo che ha come estremo superiore la tensione di snervamento e come estremo inferiore il valore della tensione in cui hanno inizio fenomeni di micro-plasticizzazione. In tale intervallo si ricerca il limite di fatica sfruttando la variazione di pendenza della curva Temperatura-Deformazione.
Osservando il primo tratto della caratteristica meccanica del provino si possono individuare due fasi:
1. una prima fase in cui il materiale è deformato elasticamente in tutti i suoi punti;
2. una seconda fase in cui il materiale da qualche parte comincia a deformarsi plasticamente.

La prima fase è regolata dalla teoria della termoelasticità. Tensione e temperatura sono legate dalla legge di Kelvin: 
{\displaystyle \Delta T=-K_{m}T\sigma _{m}}
avendo ipotizzato il materiale isotropo ed uno stato tensionale di trazione pura, con {\displaystyle K_{m}} la costante termoelastica del materiale e {\displaystyle \sigma _{m}} la tensione media. Pertanto, durante la prima fase, la Temperatura assume un andamento lineare e decrescente.

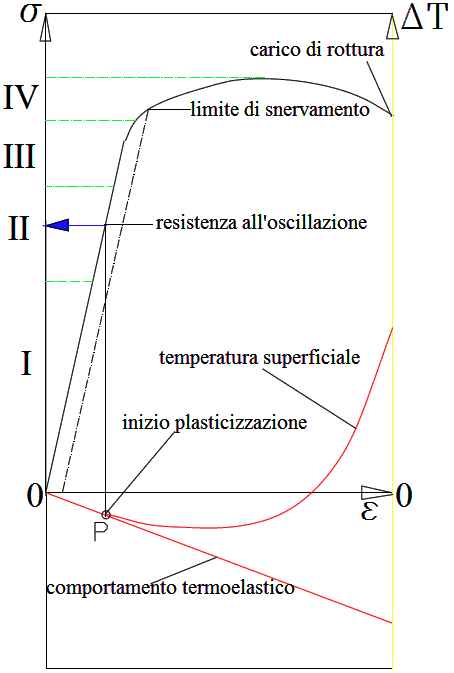
Curva ingegneristica accoppiata al parametro temperatura (termo-meccanica-caratterizzazione)

Durante la seconda fase, all'aumentare delle tensioni si giunge a valori di deformazioni prossime alla plasticizzazione di qualche cristallo. Questa condizione è accompagnata da sviluppo di calore e dal conseguente innalzamento della temperatura. La temperatura limite {\displaystyle T_{0}}, che si registra nel primo punto in cui la curva temperatura-deformazione abbandona il trend lineare iniziale, corrisponde al valore di tensione che, per lo stesso valore di deformazione, si legge sulla curva degli sforzi, ovvero al limite di fatica {\displaystyle \sigma _{0}}.
In sintesi, per tensioni medie fino al valore {\displaystyle \sigma _{0}}, il legame tensione-temperatura è di tipo lineare, in coerenza con il comportamento termoelastico del materiale. Per valori superiori a {\displaystyle \sigma _{0}} ci si discosta dalla linearità e l'andamento della temperatura della zona di riferimento cambia pendenza fino a raggiungere valori positivi.
Per condurre una prova del genere occorrono: 
- ambienti controllati in temperatura e luminosità;
- sensori all'infrarosso a tutto campo ad alta precisione (sensibilità di almeno 0,05 °C);
- velocità di prova in controllo di carico adeguate (30÷60 N/s).